# Великий князь Костянтин (лінійний корабель)
«Вели́кий кня́зь Костянти́н» (рос. дореф. «Великiй князь Константинъ») — 120-гарматний вітрильний лінійний корабель типу «Дванадцять апостолів» Чорноморського флоту Російської імперії. Учасник Сінопської битви 18 листопада 1853 року. Названий на честь князя Костянтина Миколайовича, генерал-адмірала російського флоту і молодшого брата імператора Олександра II.

## Опис
Один із трьох вітрильних 120-гарматних лінійних кораблів типу «Дванадцять апостолів», що будувалися в Миколаєві протягом 1838—1852 років. Кораблі цього типу були найбільш досконалими вітрильними кораблями російського флоту того часу. Вони не мали рівних серед вітрильних кораблів за бойовими якостями, при цьому були добре декоровані. Екстер'єр судна «Великого князя Костянтина» лаконічний та простий. Різьблені прикраси обмежувалися геральдичним орлом на носі та кормі, мав вигнуту лінію гакаборту.
Водотоннажність корабля становила 4790 тонн, довжина між перпендикулярами — 63,7 метра, довжина по гондеку — 64,6 метра, ширина — 18,1 метра, осадка — 7,7 метра.
Озброєння корабля, за відомостями з різних джерел, становило до 136 гармат в залежності від року служби. Так, спочатку озброєння «Великого князя Костянтина» складалося з тридцяти двох 68-фунтових бомбичних гармат на нижній палубі. На середній палубі розміщувалися тридцять чотири 36-фунтових короткоствольних гармат, на верхній — тридцять чотири 36-фунтові гуннади. Ще двадцять чотири 24-фунтові гуннади, дві 24-фунтові, дві 12-фунтові, дві 12-фунтові і дві 8-фунтові карронади знаходилися на баці і чвертьпалубі.
У 1853 році склад батареї дещо змінився. Кількість 68-фунтових бомбичних гармат зменшили до двадцяти восьми, а натомість додали чотири 36-фунтові довгоствольні гармати, а на баці і чвертьпалубі з озброєння залишили тільки 24-фунтові гуннади, кількість яких було збільшено до двадцяти шести одиниць.
За іншими даними, озброєння корабля включало тридцять дві 68-фунтові бомбичні гармати, тридцять вісім 36-фунтових чавунних гармат, тридцять чотири 36-фунтових, двадцять чотири 24-фунтові, дві 24-фунтові, дві 12-фунтові і дві 8-фунтові карронади, а також два 10-фунтових чавунних десантних «єдинороги». Екіпаж корабля складав близько 1000 осіб.
Корабель названо на честь князя Костянтина Миколайовича, генерал-адмірала російського флоту і молодшого брата імператора Олександра II, якому у 1852 році мало виповнитися 25 років.

## Історія
Закладений у Миколаєві на стапелі Спаського адміралтейства 7 травня 1850 року за підрядом О. С. Рафаловича, вартість якого склала 339 160 рублів. Корабель збудовано за кресленнями начальника Миколаївського корпусу корабельних інженерів полковника І. Д. Воробйова, головний будівник — підполковник корпусу корабельних інженерів у С. І. Чернявський, для якого «Великий князь Костянтин» став останнім спорудженим кораблем перед звільненням зі служби. В добудові корабля брав участь П. І. Трофимов. Після спуску на воду 29 вересня 1852 року, в липні 1853 року перейшов до Севастополя, де на нього було встановлено артилерію, і увійшов до складу Чорноморського флоту Російської імперії.
Під час військової кампанії Російської ісперії 1853 року корабель виходив у плавання в Чорне море для проведення випробувань, а під час навчальної атаки флоту на Севастопольський рейд 12 серпня перебував на боці тих, хто оборонявся. У кампанію того ж року з 17 вересня до 2 жовтня у складі ескадри віцеадмірала П. С. Нахімова брав участь у перевезенні військіз Севастополя до Сухум-Кале для посилення оборони на Кавказі. Так, на кораблі було перевезено 1437 солдатів і офіцерів Білостоцького полку 13-ї дивізії.

### Під час Кримської війни
Брав участь у Кримській війні. 29 жовтня 1853 року під прапором віцеадмірала В. О.Корнілова в складі ескадри займався пошуками турецького флоту спочатку біля румелійського, а потім біля анатолійського берегів. Знайти ворожі судна не вдалося і ескадра, після передання частини кораблів 6 листопада до складу ескадри П. С. Нахімова, 11 листопада повернулася до Севастополя.
Наступного дня корабель знову вийшов у море вже у складі ескадри під загальним командуванням контрадмірала Ф. М. Новосильського. Ескадра вийшла з метою посилення ескадри П. С. Нахімова, яка на той момент блокувала турецький флот у Сінопі. Дорогою на кораблях «Селафиїл» і «Уриїл» почалося затікання води, що змусило їх покинути ескадру і повернутися до Севастополя. Через чотири дні, 16 листопада, ескадра Новосильського з кораблів «Великий князь Костянтин», «Три Святителі» і «Париж» приєдналася до ескадри Нахімова коло мису Пахіос, посиливши її вдвічі.
17 листопада 1853 року до ескадри приєднався фрегат «Кулевчі», що доставив Нахімову припис О. С. Меншикова за можливості щадити місто Сіноп, щоб не дати європейським країнам приводу до війни. Нахімов, побоюючись підходу до противника підкріплень, вирішив наступного дня розпочати бій.

#### Сінопська битва

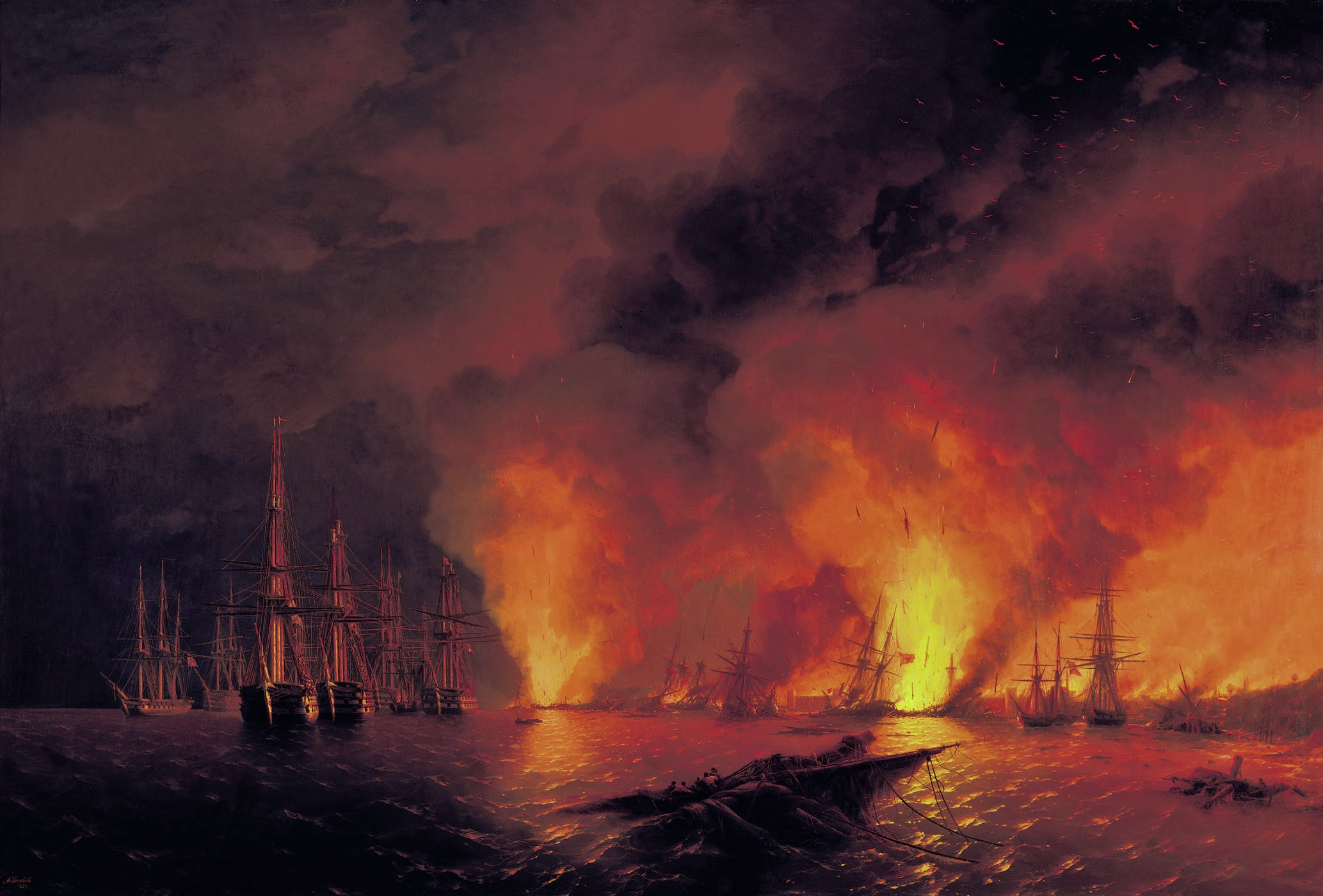
«Сінопський бій 18 листопада 1853 (ніч після бою)», картина І. К. Айвазовського, 1853

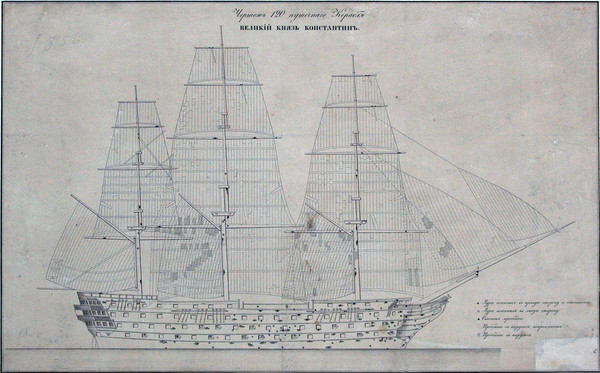
Креслення бойових пошкоджень лінійного корабля «Великий князь Костянтин»

Переночувавши за 10,5 миль на північний схід від Сінопського перешийка, російська ескадра вишикувалася у дві колони: праву повів Нахімов на флагманському кораблі «Імператриця Марія», за яким слідували «Великий князь Костянтин», що замінив на цьому місці «Ростислава», «Чесма» і фрегат «Кагул». Ліву колону вів Ф. М. Новосильський.
Через невдалу постановку Нахімов не дозволив «Великому князю Костянтину» зайняти вигідну позицію для стрільби по турецьким кораблям і був вимушений встати за флагманським кораблем «Імператриця Марія» і вести вогонь лише з 62 гармат, 14 з яких були бомбичними. Невдале положення «Великого князя Костянтина» і «Чесми», що йшла за ним, змусило кораблі міняти свою позицію на шпринзі вже під час бою.
Увійшовши вглиб бухти, «Великий князь Костянтин» попав під шквальний вогонь турецьких кораблів, отримавши пошкодження в правий борт ядрами, кніпелями і картеччю. Незважаючи на серйозні пошкодження, корабель безперервно рухався до дистанції картечного пострілу і став на шпринг в інтервалі між крайніми суднами лівого флангу турецької ескадри — 60-гарматними фрегатами «Навек-Бахрі» та «Несімі-Зефер». 
Поки «Імператриця Марія» вела бій з флагманським кораблем турецької ескадри, корабель відкрив вогонь правим бортом по береговій батареї № 4 і двом 60-гарматним фрегатам. За наказом командира корабля Л. А. Єргомишева було посилено вогонь із бомбічних знарядь нижньої палуби, внаслідок чого через 10—15 хвилин після початку бою лівий фланг бойової лінії турецької ескадри помітно знизив ефективність свого артилерійського вогню.
Основний удар корабля на початку бою був спрямований проти фрегата «Навек-Бахрі», прагнучи послідовно знищити обидва ворожі фрегати: спочатку «Навек-Бахрі», зосередивши проти нього більшість гармат, а вже потім повністю перенести вогонь на «Несімі-Зефер». Підтриманий вогнем корабля «Чесма», що замикав першу колону російської ескадри, «Великий князь Костянтин» продовжував вести вогонь по кораблю «Навек-Бахрі», на якому вже було чимало вбитих і поранених. Згодом від влучання в крюйт-камеру турецький корабель вибухнув.
Розвернувшись на шпрінзі, «Великий князь Костянтин» спрямував основний вогонь по іншому 60-гарматному ворожому фрегату. Близько першої години дня якірний ланцюг фрегата було перебито, і вітром його понесло до берега. З підбитими стеньгами і реями, з пошкодженим кермом і розбитими знаряддями фрегат «Несімі-Зефер» викинувся на залишки молу біля грецького передмістя. Відразу ж після виходу з ладу «Несімі-Зефера», корабель переніс увесь вогонь на корвет «Неджмі-Фешан». Під час обстрілу кілька бомб розірвалися у внутрішніх приміщеннях турецького корабля і спричинили пожежу. Незабаром корвет «Неджмі-Фешан» також був відкинутий на берег до батареї № 5.
За чотири години Сінопської битви корабель зробив 2602 постріла (за іншими даними — 2466), з них 30 — 68-фунтовими бомбами. Втрати екіпажу під час бою становили 8 осіб убитими, 26 — пораненими. Сам корабель отримав 30 пробоїн (за іншими даними — 119, а також пошкодження всіх щогл.
За відмінність у битві командир корабля капітан 2-го рангу Л. А. Єргомишев був проведений в капітани 1-го рангу і в кампанію того ж року нагороджений орденом Святого Георгія IV ступеня за 18 морських кампаній.

#### Подальша доля
Відразу після бою екіпажами кораблів почалося закладання пробоїн, лагодження вітрил і рангоутів. 19 листопада о четвертій годині дня на підмогу російській ескадрі прибув пароплав «Громоносець». 20 листопада ремонт завершився, і ескадра вирушила додому. Першу добу паровий фрегат «Крим» буксирував «Імператрицю Марію», «Одеса» — корабель «Великий князь Константин» під прапором Нахімова, «Херсонес» вів корабель «Три Святителі», а «Громоносець» — «Ростислава». З часом хвилювання на морі змусило відмовитися від буксирів, і всі кораблі ескадри пішли під вітрилами.
22 листопада ескадра прибула до Севастополя. За наказом О. С. Меншикова екіпажи ескадри, що прибула з Туреччини, де в цей час спалахнула епідемія холери, провели три дні в карантині.
У грудні того ж року «Великого князя Костянтина» залишено біля входу в Південну бухту, до квітня наступного 1854 року на ньому тримав свій прапор начальник штабу Чорноморського флоту віцеадмірал В. О. Корнілов. 2 жовтня корабель був поставлений на рейді біля Курячої балки, а в грудні того ж року на ньому підняв свій прапор командувач ескадри віцеадмірал П. С. Нахімов.
До січня 1855 року на кораблі залишалося тільки 337 осіб екіпажу і 90 гармат. Після затоплення на рейді 13 лютого 1855 року лінійних кораблів «Ростислав», «Святослав», і «Дванадцять апостолів», корабель залишався в Севастополі в складі загону з шести боєздатних лінійних кораблів Чорноморського флоту, до складу якого входили також кораблі «Чесма», «Імператриця Марія», «Хоробрий», «Париж» і «Єгудиїл». 1 липня 1855 року у зв'язку з похованням П. С. Нахімова на кораблі було приспущено прапор і проведено салют. 
28 серпня 1855 року лінійний корабель «Великий князь Костянтин» був затоплений на Севастопольському рейді під час залишення міста гарнізоном. Після війни під час розчищення Севастопольської бухти в 1857—1859 роках залишки його мідних і залізних частини, щогли корабля, прядив'яних канатів, ланцюги, якорі і невелику частину бімсів підняли на поверхню, а корпус підірвали.

## Командири
- Л. А. Єргомишев (1853—1855).